# Denis Stoffels
Denis Stoffels (Antwerpen, ca. 1570 - Brugge, 6 augustus 1629) was de zesde bisschop van Brugge.

## Levensloop
Dyonisius Christophori, ook genaamd Denis Stoffels, was een zoon van de Antwerpse koopman Melchior Christophori die onder het Calvinistische bewind de stad moest ontvluchten en na de herovering van de stad een leidende rol speelde in de 'Burgerwacht'.
Stoffels promoveerde tot licentiaat in de theologie in Leuven (1600). Hij was toen al kanunnik en plebaan van het Sint-Pieterskapittel in Turnhout, waar hij ontslag van nam toen hij in 1600 naar Rome vertrok en er secretaris werd van kardinaal Robertus Bellarminus. In 1604 kwam hij weer naar de Zuidelijke Nederlanden, als gevolg van een canonicaat van de Sint-Donaaskathedraal in Brugge dat de paus hem had toegewezen. In 1607 werd hij er scholaster. 
Van 1607 tot 1611 was hij betrokken bij het provinciaal concilie dat in Mechelen plaatsvond en in het uitvoeren van de genomen besluiten. Hij werd naar Rome gestuurd om er de besluiten van het concilie voor te leggen en kwam terug met de pauselijke goedkeuring. Hij slaagde er ook in de Raad van Brabant te verzoenen met deze besluiten en er uit voortspruitende decreten, waar ze zich aanvankelijk tegen had verzet. 
In 1611 werd hij professor en de eerste president van het bisschoppelijk seminarie in Brugge. Van 1609 tot 1617 was hij ook deken van Oudenburg. In 1617 werd hij deken van de kathedraal.

## Bisschop van Brugge
In 1623 werd hij door de aartshertogen benoemd als opvolger van bisschop Antonius Triest en werd hij gewijd. Zijn wapenspreuk luidde 'Vincit qui patitur' (Die lijdt, overwint). 
Toen hij aantrad was het Twaalfjarig Bestand afgelopen en waren de vijandelijkheden heropend. Het dreigende oorlogsgeweld en de pestepidemie van 1624 bezwaarden zijn werking. Het belette niet dat hij uitgebreide inspectietochten ondernam doorheen zijn bisdom.
In 1624 lijfde hij de abdij van Ter Doest in bij de Duinenabdij. Hierbij werd ook de middeleeuwse bibliotheek van Ter Doest overgedragen. Deze bibliotheek was – in tegenstelling tot de bibliotheek van Ter Duinen – zonder al te veel kleerscheuren de calvinistische periode doorgekomen. Veel van de kostbare handschriften uit deze bibliotheek zijn uiteindelijk in de stadsbibliotheek van Brugge en in de bibliotheek van het grootseminarie van het bisdom Brugge terechtgekomen.
Toen hij in 1629 overleed werd hij in de Sint-Donaaskathedraal begraven, aan de voet van het hoofdaltaar dat hij op eigen kosten en volgens een ontwerp door Peter Paul Rubens had laten installeren.
Zijn biograaf Michel Cloet heeft hem beschreven als 'een ijverige prelaat die, ondanks de harde tijden, ernstig werk verrichtte om de katholieke restauratie in zijn bisdom door te voeren'.

## Publicatie
- Instructio pro futura synodo diocesana Brugensi, (1625)